# Anagyrus phasis
Anagyrus phasis är en stekelart som beskrevs av John S. Noyes 2000. Anagyrus phasis ingår i släktet Anagyrus och familjen sköldlussteklar.
Artens utbredningsområde är Costa Rica. Inga underarter finns listade i Catalogue of Life.